# 根标河
根标河，位于中国广西壮族自治区百色市田林县北部，是南盘江右岸支流小河的左岸支流，发源于田林县潞城瑶族乡央布村（原属板桃乡），东北流经潞城乡弄光村和百乐乡根标村，最后于百乐乡平合村汇入小河。河长43.5公里，流域面积210.64平方千米。